# Ервајн
Ервајн (енгл. Irvine) град је у америчкој савезној држави Калифорнија. По попису становништва из 2020. у њему је живело 307.670 становника.
Сајт CNNMoney.com прогласио га је 2008. четвртим најбољим местом за живот у САД, док на листи најбољих градова у САД коју је објавио часопис Businessweek у септембру 2011, Ервајн заузима пето место.

## Демографија
Према попису становништва из 2010. у граду је живело 212.375 становника, што је 69.303 (48,4%) становника више него 2000. године.
|                   | 2010.            | 2000.            |
| Укупно            | 212 375 (100,0%) | 143 072 (100,0%) |
| Белци             | 95 822 (45,12%)  | 81 613 (57,04%)  |
| Азијати           | 83 176 (39,16%)  | 42 672 (29,83%)  |
| Хиспаноамериканци | 19 621 (9,239%)  | 10 539 (7,366%)  |
| Остали            | 10 038 (4,727%)  | 6 180 (4,320%)   |
| Афроамериканци    | 3 718 (1,751%)   | 2 068 (1,445%)   |

## Партнерски градови
- Ермосиљо
- Taoyuan District
- Цукуба